# 喬許·普雷諾特
喬許·普雷諾特（英語：Josh Prenot；1993年7月28日—）是一位美國游泳運動員，擅長仰泳、蝶泳和個人接力項目。他代表美國參加2016年奧運會的比賽，並擁有美國200米蛙泳最快紀錄。